# الإمام ناصر الدين
الإمام ناصر الدين (1645- 1674) قائد ديني وعسكري من البربر من قبيلة اولاد ديمان قام من عام 1644 إلى 1674 بقيادة تحالف من قبائل الزوايا ضد قبيلة بني حسان في الصحراء الغربية (موريتانيا وجنوب المغرب والصحراء الغربية اليوم).
قُتل نصر الدين في معركة عام 1674 وخسرت قبائل الزوايا حرب شرببة (أو حرب 30 عامًا). وانتهت الحرب بتوقيع اتفاقية كانت بنودها مجحفة بالطرف المهزوم، غير أنها ما كادت تضع أوزارها حتى ائتلف الطرفان وتقاسما مع أرستقراطية لقيادة المجتمع دينيا وسياسيا وعسكريا

## نسبه وعائلته
هو أبو بكر (أوبك) بن أبهم بن اكدام بن يعقوب بن ابهنض بن مهنض أمغر (الجد الجامع لبني ديمان). وأمه هينيا بنت أشفغ أوبك التامكلاوي.
وهو ثالث إخوته : منير الدين ، وحمين وقد قتلا في الرعيل أثناء حرب شرببة.
تزوج ناصر الدين من حنة بنت اتشغ الأمين الفاضلي ، وأنجبت له بنتين بنى بهما أعيان من بني عمومتهما.

## حركته الإصلاحية
تعتبر حركة الإمام ناصر الدين إحدى الظواهر السياسية الكبرى في التاريخ الموريتاني بل يمكن اعتبارها مرحلة فاصلة أفرزت تغييرات سياسية واجتماعية كبيرة في التركيبة السكانية في موريتانيا.
وقد انضوى تحت لوائها في البداية جل السكان من عرب وزوايا وسودان وباقي طبقات المجتمع.

## مراحل الحركة

### سنو التوبة
بعد ظهوره على المسرح وإقناع الناس بدعوته وإقبالهم الكبير عليه بجميع أنواعهم دخل مرحلة سني التوبة ، مدة اعتكاف ووعظ وتربية روحية وتعبئة دينية.
تلقب في تلك الفترة بألقاب منها : سيدنا ، إمامنا ، ثم مشيع الدين ، ثم ناصر الدين.

### المبايعة
بعد ذلك دعا إلى مبايعته مبايعة شرعية ، فانتصب إماما للمسلمين وباشر إنشاء دولته فعين مجلس شورى موسع من الفقهاء وأخذ ينظم الجيوش ويقنن قواعد الخراج.

### فتوحات بلاد السودان
بدأ ناصر الدين بفتح بلاد السودان ما وراء النهر ، وخصوصا فوتة ، وجيولف ، وكايور ووالو ، وشمامة. ولم يعق مسيرة الزوايا أي عائق في هذه المرحلة ففتحوا البلاد بسرعة مذهلة وأقامو سلطتهم عليها وفي غمرة هذا الظفر والانتصار اندلعت حرب شرببة.

## حرب شرببة
هي حرب قامت في منتصف القرن الحادي عشر الهجري والسابع عشر الميلادي بداية من سنة : 1055 هـ - 1645 م وحتى 1085 هـ - 1675 م حسب ما صححه المؤرخون. وقد دارت رحاها بين عرب القبلة قاطبة ومعظم زواياها.
وقد انتهت هذه الحرب بهزيمة الزوايا وإبادة جيلين منهم.

## وفاته
قتل ناصر الدين يوم ترتلاس إحدى وقائع حرب شرببة في شهر أغسطس سنة 1674م الموافق 1085هـ وهو في ربيع شبابه.